# Twisted Metal 4
Twisted Metal 4 é quarto jogo da série Twisted Metal, lançado em 1999 para PsOne. Foi o segundo e último jogo lançado da série desde que a empresa 989 Studios adquiriu os direitos do jogo. O game foi relançado como parte do programa Sony Greatest Hits.

## História
A trama do jogo toma um rumo diferente dos acontecimentos em relação aos seus antecessores. A introdução do jogo prova o "reboot", que começa em torno dos anos 1900 como um tipo de circo-caravana que percorre todo o país espalhando destruição por toda parte. Um jovem Sweet Tooth encontra-se espantado com a competição e corre em sua perseguição, acabando por entrar e se dar bem na competição. Como desejo, ele deseja se tornar a estrela do Twisted Metal, a quem Calypso concede alegremente. Pelo caos que ele cria, Sweet Tooth ficou com ciúmes do Calypso por receber toda a atenção e ter poderes misteriosos. Também chega a Sweet Tooth a informação de que a fonte de poderes vem de um misterioso anel que consome as almas daqueles que morrem, aumentando sua força e juventude. Então ele decide dar início a um golpe de estado ajudado por um grupo de palhaços anões, tomando o controle do Twisted Metal.
Devido a Sweet Tooth ter tomado-o que ele possui as mesmas habilidades de Calypso para conceder desejos. Ele tende a enganar as pessoas com os seus desejos como Calypso fazia tão bem.

## Personagens
O Game inclui um total de 13 personagens selecionáveis desde o início. O jogo é mais uma guerra de "novatos vs veteranos" onde 99% dos personagens principais são novatos e 90% dos chefes são veteranos. Ao contrário dos jogos anteriores, cada fase conta com seu próprio chefe para derrotar a fim de avançar. Cada chefe se torna selecionável após finalizar o game, além de várias pistas novas estilo 'neon'.
Tendo várias de suas músicas espalhadas pelo jogo como soundtrack, Rob Zombie - estrela do metal - aparece em Twisted Metal 4 como um personagem jogável chamado Mr. Zombie e tem sua própria história.